# Koen Schoots
Koen Schoots (* 1960 in Veghel) ist ein niederländischer Dirigent, der in Österreich wohnt und arbeitet.
Nach seinem Schulabschluss am Bischöflichen College SGM in Weert studierte Schoots am Konservatorium von Maastricht Operndirigat, Klavier und Gesang. Er lebt in Gablitz bei Wien und arbeitet im gesamten deutschsprachigen Raum sowie in den USA. Sein Repertoire umfasst vor allem Musicals, Opern und Operetten. Schoots wirkte als Dirigent an verschiedenen Operntheatern in Österreich (Linz und Klagenfurt) und Deutschland (Deutsche Oper am Rhein, Darmstadt, Wiesbaden und Gelsenkirchen). 1992 dirigierte er die deutsche Produktion des Musicals Cats in Hamburg. 1999 eröffnete er das Musicaltheater in Bremen mit der deutschen Erstaufführung des Musicals Jekyll & Hyde von Frank Wildhorn.
Seit 2004 wirkt er als ständiger Gastdirigent an der Komischen Oper Berlin und am Theater St. Gallen. Von 2004 bis 2010 dirigierte er die Opernfestspiele St. Margarethen, ab 2009 als Chefdirigent. 2006 gab er sein US-Debüt mit dem Musical The Seduction of Sheila Valentine in New Jersey mit Linda Eder in der Hauptrolle. 2009 dirigierte er am Theater St. Gallen die Uraufführung des Wildhorn-Musicals Der Graf von Monte Christo. Von 2010 bis 2017 war er Musikdirektor an den Vereinigten Bühnen Wien.
Schoots war mit der österreichischen Musicalsängerin Susanne Dengler verheiratet und hat zwei Kinder aus dieser Ehe. Derzeit ist er mit der amerikanischen Sängerin Colleen Besett verheiratet. Insgesamt hat er drei Kinder.

## Platteneinspielungen als Dirigent
- Buddy, Musical – Original Hamburg Cast Recording, Columbia Records 1994
- Buddy, Musical – 1998 Hamburg Cast Recording, Columbia Records 1998
- Jekyll and Hyde, Musical – Original German Cast Recording, Polydor Records 547 607-2, 1999
- The Musicals of Kunze & Levay, Volume 1 – SOMCD003, 2002
- The Musicals of Kunze & Levay, Volume 2 – SOMCD003, 2004
- The Scarlet Pimpernel, Musical – Deutsche Originalaufnahme, SOMCD006, 2003
- Romeo und Julia, Musical – Deutsche Originalaufnahme, SOMCD011, 2004
- The Musicals of Jim Steinman – SOMCD012, 2004
- Der kleine Horrorladen, Musical – Schweizer Cast, CD 2005
- Die Zauberflöte – Opernfestspiele St. Margarethen, DVD 2006
- The Count of Monte Cristo, Musical – Original Cast, USA, CD 2008
- Rudolf – Affaire Mayerling, Musical – Vereinigte Bühnen Wien, CD und DVD 2009
- Der Graf von Monte Christo, Musical – Theater St. Gallen, CD 2009
- Rigoletto – Opernfestspiele St. Margarethen, CD und DVD 2009